# Choux (Jura)
Choux é uma comuna francesa na região administrativa de Borgonha-Franco-Condado, no departamento de Jura. Estende-se por uma área de 8,27 km². Em 2010 a comuna tinha 128 habitantes (densidade: 15,5 hab./km²).